# Ar 68戰鬥機
Ar 68戰鬥機是德國在1930年代片面終止履行凡爾賽條約之後自行設計並服役於德國空軍的戰鬥機，同時這也是德國空軍所使用最後一款雙翼戰鬥機。

## 歷史
Ar 68是德國空軍準備取代當時服役中的He51戰鬥機，這架飛機雖然還是採用雙翼設計，但是在外型上採用許多降低阻力的流線形概念，同時採用液冷式發動機減少正面截面積與阻力的產生。
第一架原型機於1934年進行試飛，當時採用的是BMW VId 12汽缸液冷式發動機，出力僅有550匹馬力，導致飛行性能不佳。第二架原型機編號Ar 68b改用容克斯Jumo 210發動機，出力提升為610匹馬力，搭配一級增壓器，對飛機的高空性能與前向視野都有正面影響。
德國空軍正式採購的量產型Ar 68F-1（使用BMW發動機）於1936年開始遞交服役，使用Jumo 210的Ar 68E-1則在1937年陸續出廠。稍後部分Ar 68被送往西班牙，隨禿鷹軍團參加內戰。
到了二次世界大戰爆發前夕，絕大多數的Ar 68轉為戰鬥機飛行員學校的訓練機種，少部分擔任夜間戰鬥機的任務，取代它的則是德國二戰主力之一Bf 109戰鬥機。Ar 68總產量為327架。

## 基本資料
- 生產廠商：阿拉度（Arado）

- 發動機： 一具容克斯Jumo 210 Da液冷式發動機

- 最大出力： 690匹馬力

- 乘員數： 1人

- 長： 9.5米

- 翼展：11米

- 高： 3.28米

- 翼面積： 27.30平方米

- 空重： 1840公斤

- 最大起飛重：2475公斤

- 航程：415公里

- 最快時速：305公里/小時

- 實用升限：8100米

- 武裝：2挺7.92毫米 MG 17機槍6枚10公斤SC 10炸彈

## 機身結構
Ar 68採雙翼設計，機身為鋼管結構加上蒙皮，機身前後有部分則是以薄鋼板取代蒙皮。機翼則是以木材和蒙皮共同組成，上翼位於飛行員的前方，下翼位置稍後，在飛行員的正下方。
起落架為固定式，但是有流線形構造包覆以降低阻力。座艙為開放式。
Ar 68的垂直安定面的形狀也自這一架飛機開始，成為後續阿拉度公司設計的單發動機飛機的共同象徵，安定面的後半部為曲線而非直線形狀。

## 動力
大部分Ar 68都是採用容克斯公司的Jumo 210發動機，這一款倒V型12汽缸的液冷式發動機也是德國空軍在二戰時期諸多轟炸機的動力來源。

## 武裝
主要武裝是兩挺7.92毫米MG 17機槍，裝在飛行員前方，每一挺機槍有500發子彈。Ar 68E-1還可以在機翼下攜帶6枚10公斤炸彈，擔任對地攻擊。

## 作戰經歷
Ar 68曾經參與西班牙內戰，與蘇聯支援的戰鬥機爭奪空優，在面對蘇聯空軍I-16戰鬥機時，因為性能居於劣勢而退出戰場，改由最新服役的Bf 109接任。